# Crematogaster fusca
Crematogaster fusca är en myrart som beskrevs av Mayr 1876. Crematogaster fusca ingår i släktet Crematogaster och familjen myror. Inga underarter finns listade i Catalogue of Life.